# Filipe Morais
Filipe Alexandre Morais (* 21. November 1985 in Lissabon) ist ein portugiesischer ehemaliger Fußballspieler. Der offensive rechte Mittelfeldspieler spielte seine gesamte Vereinskarriere auf der britischen Insel. Er war von 2004 bis 2005 portugiesischer U-21-Nationalspieler.

## Karriere
Der in Portugal geborene Morais wuchs in London auf, wo er an der Youth Academy des FC Chelsea zum Fußballspieler ausgebildet wurde. Hier war er insgesamt vier Jahre; 2003 wurde er Profi bei dem Londoner Spitzenklub, wurde aber nur in Jugendmannschaften eingesetzt. Anfang 2006 wurde er für wenige Monate an den Drittligisten Milton Keynes Dons ausgeliehen. Hier machte er am 31. Januar 2006 sein erstes Ligaspiel; gegen Nottingham Forest wurde er in der 61. Minute eingewechselt.
Zur Saison 2006/07 wurde er zum FC Millwall transferiert, der ihn im Januar 2007 zum FC St. Johnstone in die zweite schottische Liga auslieh. Seinen einzigen Torerfolg für St. Johnstone feierte er am 17. Februar 2007, als er im McDiarmid Park zwei Minuten nach seiner Einwechslung gegen Hamilton Academical in der 84. Spielminute den Treffer zum 4:2-Endstand erzielte.
Zur Saison 2007/08 wechselte er in die Scottish Premier League zum Hibernian FC, bei dem er einen Zwei-Jahres-Vertrag erhielt. Sein erstes Tor für das Team aus Edinburgh erzielte er im schottischen Ligapokal; es war der Führungstreffer für den Titelverteidiger zum 1:0 beim 2:1-Sieg bei Queen’s Park. Er verbrachte anderthalb Jahre im Verein, bevor er im Januar 2009 zu Inverness Caledonian Thistle wechselte.
Er kehrte im Sommer 2009 zum FC St. Johnstone zurück und verbrachte die Saison 2009/10 damit, regelmäßig für den Club zu spielen. Morais ging dann für die Saison 2010/11 nach England zurück und unterschrieb im Oktober 2010 für Oldham Athletic. Im Juli 2012 verließ er Oldham und unterschrieb ablösefrei beim FC Stevenage. Hier blieb er bis 2018 und spielte einige Saisons bei Bradford City und Bolton Wanderers, bis er zu Crawley Town wechselte. Im September 2019 kehrte Morais für eine Saison zum ehemaligen Verein Oldham Athletic zurück. Im Dezember 2020 wechselte er zu Grimsby Town, wurde aber nach einer Auseinandersetzung mit Teamkollege Stefan Payne aus dem Kader gestrichen. Morais wurde entlassen und gab schließlich im Dezember 2021 seinen Rücktritt bekannt.